# Valkó
Valkó est un village et une commune du comitat de Pest en Hongrie.

## Géographie
Valkó est situé dans le centre de la Hongrie, dans la partie orientale du comté de Pest.

### Transports
La commune comprend des routes vers Vácszentlászló et Gödöllő. Valkó a des lignes de bus régulières pour Vácszentlászló, Gödöllő et Budapest. Certains bus se rendent aussi à Tóalmás et Jászberény. L'autoroute la plus proche est la M3, que l'on peut rejoindre en passant par Gödöllő. Les gares ferroviaires les plus proches sont situées à Tura et Gödöllő.

## Toponymie
Le nom est dérivé d'un nom de personne slave signifiant loup. Il existe une légende populaire lié au nom de la commune. Elle raconterait l'histoire d'un homme et ses enfants ayant élu domicile dans la forêt qui se situait sur le territoire de Valkó, fondant ainsi la commune qui aurait pris pour nom le surnom de l'homme, Valkó.

## Histoire
Les premières installations humaines dans la région remontent à 3 500 ans. De nombreux objets et vestiges archéologiques ont été retrouvés sur le territoire de la commune et ses environs.